# Getlink
Getlink, précédemment Groupe Eurotunnel, est une société privée européenne, concessionnaire jusqu'en 2086 de l'infrastructure du tunnel sous la Manche. Getlink englobe Eurotunnel (leader des échanges transmanches avec ses marques Eurotunnel Le Shuttle et Eurotunnel Le Shuttle Freight), Europorte (opérateur privé de fret ferroviaire en France), ElecLink (interconnexion électrique entre la Grande-Bretagne et la France) et le CIFFCO (centre de formation voué aux métiers du ferroviaire).
Cotée en la Bourse de Paris (Euronext Paris), Getlink a connu des difficultés financières surmontées par une restructuration financière puis un essor important.

## Histoire

### 1986: la construction
Le 20 janvier 1986, François Mitterrand et Margaret Thatcher annoncent, à Lille, que le projet Eurotunnel, présenté par le consortium franco-britannique « France-Manche - Channel Tunnel Group », est retenu. Le 14 mars de cette même année a lieu la signature du contrat de concession accordant au consortium franco-britannique, « France-Manche / The Channel Tunnel Group » la construction, le financement et l’exploitation du Tunnel sous la Manche. Le Groupe Eurotunnel voit le jour le 13 août 1986 et signe le contrat de construction du tunnel avec son fournisseur, la société TransManche Link (TML). Les travaux commencent dix-huit mois plus tard, en décembre 1987, et le Tunnel est inauguré six ans et demi plus tard, le 6 mai 1994.
Le premier des trois tunnels construits sous la Manche a été percé le 1er décembre 1990. Ce jour-là, les ouvriers français et britannique Philippe Cozette et Graham Robert Fagg se serraient la main devant les caméras du monde entier et s'échangeaient les drapeaux nationaux à plus de cent mètres sous terre{{lien brisé}}.
Considéré comme le chantier du XXe siècle, le tunnel sous la manche, plus longue structure sous-marine au monde, est une véritable prouesse technique. Construit à cent mètres en dessous du niveau de la mer dans une couche de craie bleue imperméable, il aura nécessité 12 000 ingénieurs, techniciens et ouvriers, onze tunneliers et 720 000 voussoirs (plaque de béton voutée indéformable d'une longueur de cinq mètres pouvant peser jusqu'à huit tonnes). Si la comparaison paraît osée, elle n'est pas dénuée de sens puisque le seul terrassement du terminal de Coquelles a nécessité sept fois plus de terre que la construction de la plus grande pyramide d'Égypte. Le coût du projet a été de 15 milliards d'euros (valeur actualisée 2016).
En 1995, côté français, un centre d'information monumental de 2 200 m2 est construit en bord de Manche, à Calais, œuvre des architectes Philippe Ameller et Jacques Dubois.

### 1994: les débuts de l’exploitation commerciale
1994 marque un tournant pour Eurotunnel. En effet, lors du second trimestre, le groupe ouvre progressivement le tunnel à l'exploitation commerciale :
Le 6 mai 1994, la reine Élisabeth II et le président de la République française, François Mitterrand, inaugurent officiellement le tunnel.
Le 1er juin 1994 voit le passage du premier train de marchandises.
Le 25 juillet 1994 marque l'ouverture commerciale du service pour les camions d’Eurotunnel.
Le 14 novembre 1994, le premier Eurostar passe par le tunnel.
Le 22 décembre 1994, Eurotunnel inaugure l'ouverture commerciale du service pour les voitures.

### 1995: l’exploitation courante de l’activité historique
Depuis la fin de l’année 1994, le groupe Eurotunnel poursuit l’exploitation courante de l’activité ferroviaire du tunnel à un rythme régulier.
Le service s’enrichit progressivement, entre autres avec l’ouverture commerciale du service pour les autocars puis les camping-cars et les caravanes en 1995 et avec l’ouverture du service de transport des animaux domestiques, le «Pet Travel Scheme», en 2000.
Seul un incendie, provoqué par un camion embarqué sur une navette, perturbe cette régularité en 1996.

### 2004: diversification
Le 17 février 2004, le groupe Eurotunnel devient, avec l'ouverture du fret ferroviaire à la concurrence, la première entreprise privée à obtenir, en France, une licence européenne d'opérateur ferroviaire. Cette licence est attribuée par les autorités françaises à sa filiale Europorte 2 et valable dans toute l'Union européenne. À ce titre, le groupe exploite des services de transport de fret sur le réseau réseau ferré national à partir de 2005.
Le groupe Eurotunnel conduit désormais ses deux activités de transporteur ferroviaire.

### 2008: incendie
Le 11 septembre 2008 vers 16 h, un incendie éclate dans une navette de transport de camions dans le sens France-Angleterre, à 11 km de la sortie. Les chauffeurs, groupés dans un wagon à l'arrière de la navette, sont évacués sans dommage mais le trafic est paralysé pour plusieurs jours.

### 2009: poursuite du développement avec l'achat de Veolia Cargo France
Eurotunnel poursuit son développement dans le fret en achetant, en novembre 2009, Veolia Cargo France: 500 salariés et chiffre d'affaires de plus de 40 millions d'euros spécialisées dans le fret ferroviaire et les services logistiques. Cette acquisition marque la création de l'ensemble Europorte.

### 2010: sécurité contre l'incendie
Eurotunnel a investi vingt millions d'euros dans la construction de quatre stations « SAFE » (« Station d'attaque contre le feu ») pour améliorer la lutte contre l'incendie,. Chaque station SAFE est longue de 870 m, plus que les plus longues navettes camions. Une fois le train à l’arrêt, un système de détection de chaleur localise le wagon où se trouve l’incendie et un brouillard d’eau est immédiatement vaporisé uniquement dans la section correspondante. Contrairement à la mousse ou aux sprinklers, le brouillard d’eau n’a pas besoin d’être dirigé avec précision vers la source de l’incendie. Ce dispositif d’attaque du feu dans le tunnel, conçu par Eurotunnel et la société Fogtec est breveté.

### 2012: MyFerryLink
Après la liquidation de la compagnie maritime SeaFrance, Eurotunnel rachète les trois ferries de cette société. Le groupe loue désormais les navires à la SCOP des anciens salariés de SeaFrance qui a pris le nom de MyFerryLink. Le lancement de la compagnie a été effectué le 20 août par les premières traversées des navires Berlioz et Rodin en direction de Douvres.

### 2015: accord franco-britannique
Le 20 août 2015, les ministres de l'Intérieur français et britannique Bernard Cazeneuve et Theresa May ont signé à Calais un accord de coopération bilatérale pour faire face à l'afflux de migrants et ses problématiques sécuritaire et humanitaire.

### 2017-2020: changement de nom et de gouvernance du groupe
Le 20 novembre 2017, le Groupe Eurotunnel change de nom pour Getlink afin d'assumer la transformation du groupe et englober l'ensemble de ses activités, en complément de son métier historique d'opérateur du Tunnel sous la Manche. Le nom Eurotunnel demeure celui de la filiale qui exploite le Tunnel sous la Manche.
En mars 2018, Atlantia acquiert la participation de 15,49 % de Goldman Sachs dans Getlink et ses 26,66 % de droits de votes, pour environ 1 milliard d'euros.
En juin 2018, Getlink et EY ont présenté à la Commission européenne la nouvelle étude sur les flux commerciaux Royaume-Uni - Europe via le tunnel sous la Manche.
En mai 2019, Getlink a célébré les 25 ans d'exploitation du tunnel sous la Manche, avec la création d'une fresque monumentale par l'artiste de street-art YZ sur l'entrée du Tunnel côté France.
Début 2020, le groupe annonce la dissociation des postes de président du conseil de surveillance et de celui de directeur général à compter du mois de juillet 2020,. Jacques Gounon reste président et Yann Leriche est le nouveau directeur général.
En septembre 2020 Getlink annonce un partenariat avec RATP Dev pour répondre ensemble aux appels d'offres lancés dans le cadre de l'ouverture à la concurrence des services ferroviaires sous l'autorité des Régions françaises sous la marque Régionéo.
En 2021, le chiffre d'affaires s'effrite encore en diminuant de 5,1 %, affecté par les restrictions de circulation entre le Royaume-Uni et le continent européen.
En 2023, Getlink enregistre un chiffre d'affaires de 1,8 milliard d'euros, avec un bénéfice net en hausse de 30 % à 326 millions d'euros.

### Préparation au Brexit
Depuis le vote du Brexit, Getlink et sa filiale Eurotunnel se sont préparés pour les changements à venir. 290 nouvelles places de parking camions sur le terminal de Coquelles ont été ajoutées, tous les contrôles des camions ont été regroupés en un seul point, le Pit-Stop, 3 voies de contrôle supplémentaires sur le terminal de Coquelles et 2 voies sur le terminal de Folkestone ont été créées. Une frontière intelligente a été mise au point en collaboration avec les Douanes et un centre Douane-SIVEP pour effectuer des contrôles additionnels, vétérinaires et phytosanitaires a été construit.
Des sas PARAFE, pour le contrôle d'identité des passagers d'autocars, ont été installés sur les deux terminaux en 2019 et 300 personnels français et anglais ont été formés aux formalités administratives et douanières, procédures vétérinaires et phytosanitaires, contrôles et scan des documents, accompagnement et information des clients.
Plus de 500 visites institutionnelles ont eu lieu sur les sites de Coquelles et de Folkestone en 2019.[réf. nécessaire]

## Finances
Le capital du groupe se divise ainsi :
- 20,55 % détenus par Eiffage, avec 27,56 % des droits de votes[28] ;
- 15,49 % détenus par Atlantia Aero 1 Global (avec 24 % des droits de vote), contrôlé à 100 % par des fonds gérés par Goldman Sachs Infrastructure Partners[29] ;
- 5,01 % détenus par BlackRock avec 3,51 % des droits de votes[30] ;
- 7,95 % détenus par les autres investisseurs institutionnels ;
- 1,73 % en auto détention ;
- 50,73 % autres.

### Eurotunnel: une concession franco-britannique
Une étude menée en 1984 par un groupe de banques britanniques et françaises avait statué sur la viabilité économique du projet, malgré son gigantisme. Le tunnel sous la Manche, grande infrastructure de transport internationale, a été financé par des sociétés privées, sans aucune intervention des États britannique et français. Le gouvernement britannique de l'époque dirigé par Margaret Thatcher a imposé sa position « Not a public penny » (en français, « pas le moindre denier public ») pour le tunnel, position actée par le traité de Cantorbéry signé le 12 février 1986 par François Mitterrand et Margaret Thatcher. Eurotunnel a donc levé des fonds auprès des banques et des « petits » actionnaires, ces derniers au nombre de 700 000 (dont 80 % de Français), représentent jusqu'à 65 % du capital social. En contrepartie du financement des travaux, les États français et britannique ont alloué, à Eurotunnel, une concession d'exploitation, pour une durée, dans un premier temps, de cinquante-cinq ans, prorogée une première fois de dix ans en 1994. En 1999, les États français et britanniques étendent de nouveau l'exploitation de la concession jusqu'en 2086.

### Une dégradation rapide de la situation
Très vite, la situation financière du groupe Eurotunnel se dégrade en partie due à la forte augmentation des coûts des travaux. Après avoir touché des sommets à la Bourse de Paris, la société se retrouve au bord de la faillite dès 1997. Les gouvernements réitèrent leur confiance aux dirigeants en place et acceptent alors de prolonger la durée de la concession de quarante-quatre ans, portant son terme en 2086, et portant à 59 % les impôts sur les bénéfices. Un plan de restructuration du capital est mis au point avec les banques.
Deux raisons principales expliquent cette situation :
1. La forte augmentation des coûts (coordination et construction), notamment des coûts du matériel roulant, initialement estimés à environ 7,5 milliards d'euros, se sont montés finalement à 12,5 milliards d'euros. Le montant des intérêts d'emprunts correspondants pesait fortement sur la rentabilité du tunnel et ne permettait plus alors de rembourser la dette.
2. Des estimations de trafic un peu optimistes, qui ont entraîné des recettes moins importantes que prévu. Ainsi, une publicité d'Eurotunnel, datée du 6 novembre 1987[réf. nécessaire], annonçait trente millions de voyageurs et quinze millions de tonnes de fret annuels, or en 2003 le trafic fut seulement de 6,8 millions de voyageurs et 1,5 million de tonnes de fret[réf. nécessaire]. Eurotunnel a annoncé que le groupe se placerait le 13 juillet 2006 sous la protection de la justice faute d'être parvenu à un accord avec une partie de ses créanciers. La société a accumulé une dette de près de neuf milliards d'euros[réf. nécessaire].

Le dérapage des coûts de la construction est dû essentiellement à une imputation comptable de plus du double du prix de revient de la construction qui se montait 4 140 496 k£ au 31 décembre 1993 : taux de change 1 £ = 8,71 FFR (rapport annuel 1994 d'Eurotunnel), soit 36 063 720 kF, portant ainsi les immobilisations de mise en concession à 79 525 871 kF. Il existait donc un écart d’environ 42,5 milliards de francs entre le coût (présumé réel) de la construction et le montant total des immobilisations corporelles.
Comment a-t-on fait pour imputer cet écart en immobilisations corporelles ? C’était par le biais des « productions immobilisées » à raison d'environ un milliard d'euros par an pendant sept ans, soit sept milliards, facturées de filiale à filiale au profit d’une SEP française et consolidées aux « comptes combinés » en une seule ligne au bilan « actif » sous une rubrique unique de « Immobilisations mises en concession » Il n’y a pas eu de circulation d’argent, mais les actifs ont été sur-gonflés de 42 milliards de francs, ce qui portait le total actif au bilan du 31 décembre 1993 à : 81 276 693 kF. Selon le principe comptable : actif = passif, si l’actif = 81 276 693 kF, le passif doit être aussi = 81 276 693 kF. Résultat : si l’actif comporte 42 milliards – plus exactement 42 938 206 kF – de fausses immobilisations, le passif aussi, comporte 42 938 206 kF de « faux fonds propres » d'où de « fausses dettes ».

### Dix ans de chaos financier
Il en résulte que la société, dont les fonds propres s'élèvent à 1,7 milliard d'euros, est grevée d'une énorme dette de 9 milliards d'euros, soit dix fois son chiffre d'affaires annuel, et que la charge des intérêts, qui s'élève à près de 500 millions d'euros en 2003, représente plus de 50 % du chiffre d'affaires (838 millions d'euros en 2003).
Le cours de bourse de la société, qui était de 35 FRF (10,23 EUR2023) par action (pour un montant total de 1,17 milliard d'euros) en 1987 lors de la première souscription (puis 25 FRF (6,64 EUR2023) en novembre 1990 pour la deuxième tranche qui leva 870 millions d'euros, et 22,5 FRF (5,45 EUR2023) en mai 1994 pour la troisième, qui leva 1,07 milliard d'euros), a atteint un record historique le 30 mai 1989 à 128 FRF (35,16 EUR2023)[source insuffisante], puis s'est rapidement effondré, perdant 90 % de sa valeur, malgré les plans de redressement successifs, pour stagner entre 0,5 et 1 euro depuis 1995 (minimum à 0,34 € (0,48 €2024) le 13 mars 2003). L'Autorité des marchés financiers a suspendu la cotation de l'unité. Ce que l'on appelle communément l'action Eurotunnel est en fait une unité, un titre regroupant, de manière indissociable, une action de la société française Eurotunnel SA et une action de la société anglaise Eurotunnel plc.

### 2006-2007
Malgré les travaux engagés, Eurotunnel ne peut éviter, le 2 août 2006, le placement sous procédure de sauvegarde par le tribunal de commerce de Paris. Cette décision prise pour six mois (reconductible deux fois) permet toutefois à Eurotunnel de geler ses créances et de suspendre le remboursement des intérêts de sa dette de 9 milliards d'euros. L'activité de l'entreprise peut donc se poursuivre.
En mars 2007, dans le cadre d'une nouvelle restructuration financière, une OPE est lancée permettant de recevoir, contre une unité Eurotunnel (code FR0000125379), une action d'une nouvelle société, le Groupe Eurotunnel S.A. (GET code FR0010452433) et un bon de souscription. La cotation de l'unité Eurotunnel reprend le 27 mars 2007, jusqu'à leur radiation le vendredi 11 janvier 2008. Inscrits au CVMR ils restent négociables au fixing pendant deux ans.
Depuis le 2 juillet 2007, une entité nouvelle dénommée GET SA a vu le jour à la suite de la réussite du plan de sauvegarde et de l'OPE souscrite à plus de 90 % des actionnaires. L'entreprise échappe ainsi à la faillite. Elle a divisé sa dette par deux. Désormais, la situation économique et financière du tunnel semble plus saine, le trafic sous la Manche est en progression et les excédents d'exploitation couvrent les charges financières.
Le 12 novembre 2007 le groupe a procédé à un regroupement d'actions, échangeant 40 anciennes actions GET (renommée GETNR) contre une nouvelle action GET (code FR0010533075) cotée 14 €. Dans le contexte financier morose lié à la crise des subprimes, l'action a continué à perdre de la valeur, pour atteindre un point bas à 2,65 € en mars 2008.
Le 2009-05-06 Groupe Eurotunnel SA absorbe la société Eurotunnel SA, dont les actions, jadis cotées en Bourse, sont dé-jumelées des actions d'Eurotunnel PLC et échangées en proportion d'une action de Groupe Eurotunnel SA contre 992 actions d'Eurotunnel SA. Eurotunnel PLC, de droit britannique, continue d'exister mais ses actions ne sont plus cotées depuis 2007.
En 2007, Eurotunnel parvient à restructurer sa dette, la faisant passer de 9 à 3 milliards d'euros, et gagne de l'argent pour la première fois. Si le million d'euros de bénéfice est à la fois modeste et très fort , voire symbolique, Jacques Gounon, son PDG, retiendra d'ailleurs le signe positif et le côté historique de ce gain.

### Incendie et premiers bénéfices

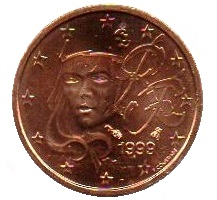
25% du premier dividende en 2009.

Restructuré financièrement, le groupe Eurotunnel enregistre son premier bénéfice en 2008 (40 M€). En 2009, il distribue son premier dividende : 4 centimes d'euro par action pour un chiffre d'affaires de 704 millions d'euros en 2008. L'incendie de septembre 2008, qui a coûté six mois d'indisponibilité partielle du tunnel, avait entraîné un surcoût de 120 millions de perte d'exploitation, 60 millions de travaux et 20 millions pour la destruction d'une navette : ces pertes sont compensées par les indemnités d'assurances hormis une franchise de 10 millions d'euros,.  
Une fois assaini, le groupe a réalisé coup sur coup deux acquisitions significatives dans le fret en rachetant le 1er décembre 2009 les actifs français de Veolia Cargo,. Le groupe rachète également GB Railfreight qui est le troisième opérateur de fret en Grande-Bretagne, une opération réalisée le 28 mai 2010,.
L'action a intégré l'indice MSCI le 10 février 2010.

## Activités
Getlink réalise son chiffre d'affaires via cinq activités :
- Gestionnaire d'infrastructure ferroviaire (Navette d'Eurotunnel) ;
- Fret ferroviaire (Europorte) ;
- Interconnexion électrique entre la Grande-Bretagne et la France (ElecLink) ;
- Formation ferroviaire (CIFFCO) ;
- Transport de voyageurs (Régionéo).

### Gestionnaire d'infrastructure ferroviaire
Eurotunnel, en tant que titulaire de la concession du Tunnel sous la Manche, est un système de transport intégré : il exploite l'infrastructure et met des sillons à dispositions des entreprises disposant d'une licence d'exploitation de services de fret ferroviaire et de transport de voyageurs. Le groupe perçoit des péages de la part d'autres entreprises ferroviaires utilisant le tunnel. En 2020, les principaux clients sont Eurostar pour les passagers, la Société nationale des chemins de fer français (SNCF), EWS et la Deutsche Bahn mais également Europorte pour les marchandises.
Entre sa mise en service progressive, à partir du mois de mai 1994, et le 2 juillet 2020 le tunnel sous la Manche a été emprunté par plus de 450 millions de voyageurs, l’équivalent de trois fois la population totale de la France et du Royaume-Uni combinée. Ce chiffre de la fréquentation prend en compte les passagers embarqués à bord des navettes d'Eurotunnel, qu'ils voyagent dans un véhicule de tourisme (voiture, camping-car, moto, etc.) en autocar ou en camion, mais aussi les passagers des Eurostar empruntant le tunnel sous la Manche.

### Interconnexion électrique
Le projet ElecLink vise à construire, déployer et exploiter une interconnexion électrique entre la France et le Royaume-Uni, par l’installation de deux câbles en courant continu à l’intérieur du tunnel sous la Manche. Ces deux câbles permettent à l’électricité produite, de part et d’autre de la Manche, de circuler entre les deux pays en fonction des besoins. Vu de 2020, la nouvelle interconnexion ElecLink devait permettre d’augmenter de 50 % la capacité de transport d’électricité entre la France et la Grande-Bretagne.
Labellisé « projet européen d’intérêt commun », le projet a obtenu d’une part le soutien des deux nations dès son lancement en 2012 et d’autre part l’ensemble des autorisations des différentes autorités de régulation concernées.
L'interconnexion a été mise en service en mai 2022.

### Fret ferroviaire
Premier opérateur privé à avoir obtenu une licence européenne d'opérations ferroviaires en 2004, Getlink développe aujourd'hui son savoir-faire du fret ferroviaire au sein d'Europorte. Cette structure a intégré les actifs français rachetés à Veolia Cargo et rebaptisés sous Europorte France (transport de fret ferroviaire), Europorte Link (transport de conteneurs maritimes), Europorte Proximité (opérateur de proximité), Europorte service (ancien Socorail) (logistique sur site industriel) et Europorte Channel (ex-Europorte 2) spécialisé dans la traction dans le tunnel et les opérations au sol. Europorte (828 collaborateurs) a généré 126,5 millions d'euros de chiffre d'affaires en 2019 et est également rentable.

### Formation ferroviaire
Le groupe Eurotunnel a créé son propre centre de formation interne, le CIFFCO (Centre international de formation ferroviaire de la Côte d'Opale). Depuis 2011, Eurotunnel l'a rendu accessible aux autres entreprises, ce qui en fait l'un des rares centres de formation ouvert aux autres entreprises ferroviaires extérieures. Ce centre est agréé par l'Établissement public de sécurité ferroviaire. Le CIFFCO a été implanté sur le site du terminal français d'Eurotunnel, dans l'ancien centre d'affaire. Le centre propose des formations dans divers métiers du domaine ferroviaire sur les réseaux publics, privés ou les installations industrielles, tels que :
- conducteur de trains habilités RFN ou réseaux privés (ITE) ;
- agent au sol (agent formation, chef de la manœuvre, reconnaisseur…) ;
- agent de circulation ;
- garde ;
- mainteneurs des infrastructures ou des matériels roulants ;
- conduite de chariots élévateurs, nacelles et ponts roulants ;
- formation de sécurités diverses ;
- etc.

Le CIFFCO est équipé sur place en matériels pédagogique adaptés : informatique, simulateur de conduite, simulateur d'évacuation de tunnels ferroviaires… Bien que le CIFFCO ait commencé ses activités en 2011, il n'a été qu'officiellement inauguré le 2 février 2012. En juillet 2014, le CIFFCO a obtenu l'inscription de la formation « Conducteur de train » au répertoire national des certifications professionnelles.
Par ailleurs, ce centre de formation lance en janvier 2016 le premier MOOC emploi du ferroviaire.

#### Armateur
En 2012, à la suite de la liquidation de l'entreprise maritime Seafrance, Eurotunnel dépose une offre d'achat d'actifs de l'entreprise maritime portant sur trois de leurs bateaux. Les deux sister-ship : le Rodin et le Berlioz, ainsi que le Nord-Pas-de-Calais. Deux autres offres ont été déposées par Louis-Dreyfus / DFDS Seaways et Stena Line. C'est à la mi-juin 2012 que le tribunal de commerce de Paris tranche en faveur de l'offre de rachat par Eurotunnel pour un montant de 65 M€, alors que les trois navires avaient été estimés entre 150 et 200 M€. Eurotunnel n'en assure pas elle-même l'exploitation. Ils sont actuellement loués à l'entreprise My Ferry Link, une SCOP créée par d'anciens salariés de Seafrance, et ont donc repris leurs traversées transmanche entre Calais et Douvres le 20 août 2012.
Le 9 janvier 2015, la justice britannique confirme l'interdiction (initialement prononcée en 2013 par l'Autorité britannique de la concurrence et des marchés) faite à Eurotunnel de continuer à exploiter des ferries entre Calais et Douvres.

#### Transport de voyageurs
Régionéo est une filiale commune du groupe Getlink et de la RATP créée pour répondre aux appels d’offres des régions dans le transport de voyageurs.

## Matériel roulant
| Modèle                | Image | Type                  | Vitesse max | Quantité | Type de circulation   | Construction | Notes                                       |
| --------------------- | ----- | --------------------- | ----------- | -------- | --------------------- | ------------ | ------------------------------------------- |
| Class 9000            |       | Locomotive électrique | 160 km/h    | 58       | Tunnel sous la Manche | 1993         | Opérant les navettes Shuttle                |
| CC 92000              |       | Locomotive électrique | 140 km/h    | 16       | Tunnel sous la Manche | 1993         | Opérant sur les trains de Fret d'Eurotunnel |
| Eurotunnel Class 0001 |       | Locomotive Diesel     | 100 km/h    | 5        | Locomotive de secours | 1992         |                                             |
| Eurotunnel Class 0031 |       | Locomotive Diesel     | 50 km/h     | 12       | Manœuvres             | 1990         |                                             |

En parallèle de ce parc de locomotives, Eurotunnel utilise quinze navettes de 800 mètres de long pour ses services de ferroutage. En 2015, Eurotunnel commande trois navettes supplémentaires pour 40 millions d'euros avec une livraison prévue pour 2016-2017.

## Logotype

Logo de la filiale Eurotunnel
Logo du Groupe depuis le 20 novembre 2017